# Benignus tumor
A benignus latin eredetű szó, jóindulatút jelent. Olyan orvosi állapotra utal, mely sem kezelés nélkül, sem tüneti kezeléssel nem veszélyezteti az életet. Leggyakrabban jóindulatú tumorok jellemzésére használják.

## Tumorok
A benignus tumor nem invazív, azaz nem terjed a környező kötőszövetbe; nem ad áttéteket szerte a szervezetben; gyakran képeznek tokot, mely lehetővé teszi sebészi kimetszésüket.

## Kivételek
Vannak kivételes esetek, amikor benignus tumorok mégis jelentős, akár végzetes állapotokhoz vezethetnek:
- vérzés vagy gyors vérvesztés okozta vérszegénység
- bélelzáródás (intuszszuszcepció)
- nyomás okozta fájdalom vagy diszfunkció
- kozmetikai elváltozások
- a tumor által kiválasztott hormonok okozta paraneoplazmás szindrómák
- a növekvő tömeg, méret okozta diszfunkciók